# Ігнатович Єлизавета Олександрівна
Єлизавета Олександрівна Ігнатович (нар. 1903, Луганськ — пом. 1983, Москва) — радянська фотохудожниця і фоторепортерка, плакатистка.

## Біографія
Народилася 1903 року в місті Луганську Катеринославської губернії Російської імперії (тепер Україна). Була членкинею групи «Бригада Игнатовича» і фотосекції групи «Октябрь». Працювала кінооператоркою для хроніки, а також для видавництва «Изогиз». З середини 1930-х років стала професійною фоторепортеркою, працювала у виданнях «Комсомольська правда», «Вечірня Москва», «Зміна», «Прожектор» і інших. 1937 року брала участь у Першій всесоюзній виставці фотомистецтва.
У 1940-ві роки недовгий час була одружена з режисером Кирилом Домбровським. 
Учасниця і призерка міжнародних фотовиставок. Померла в Москві 1983 року.

## Творчість

Плакат «Боротьба за політехнічну школу є боротьба за п'ятирічку, за кадри, за класове комуністичне виховання».

Серед відомих фоторобіт Ігнатович 1930-х—1940-х років — «Портрет працівниці Тетяни Суріної» (1935), включений в «золотий фонд радянського фотопортрета», і «Ланкова колгоспу „Зірка“ Полтавської області Галина Погребняк» (1940). Створила низку фотоплакатів.
У 1960-ті—1970-ті роки знімала композиції для поштових листівок. 1967 року, за створення репродукцій для фотоальбому «Російська дерев'яна скульптура», її нагородили дипломом 1-го ступеня на Дев'ятому Всесоюзному конкурсі мистецтва книги.